# Puccinellia pumila
Puccinellia pumila är en gräsart som först beskrevs av George Vasey, och fick sitt nu gällande namn av Albert Spear Hitchcock. Puccinellia pumila ingår i släktet saltgrässläktet, och familjen gräs. Inga underarter finns listade i Catalogue of Life.